# Transiting Exoplanet Survey Satellite

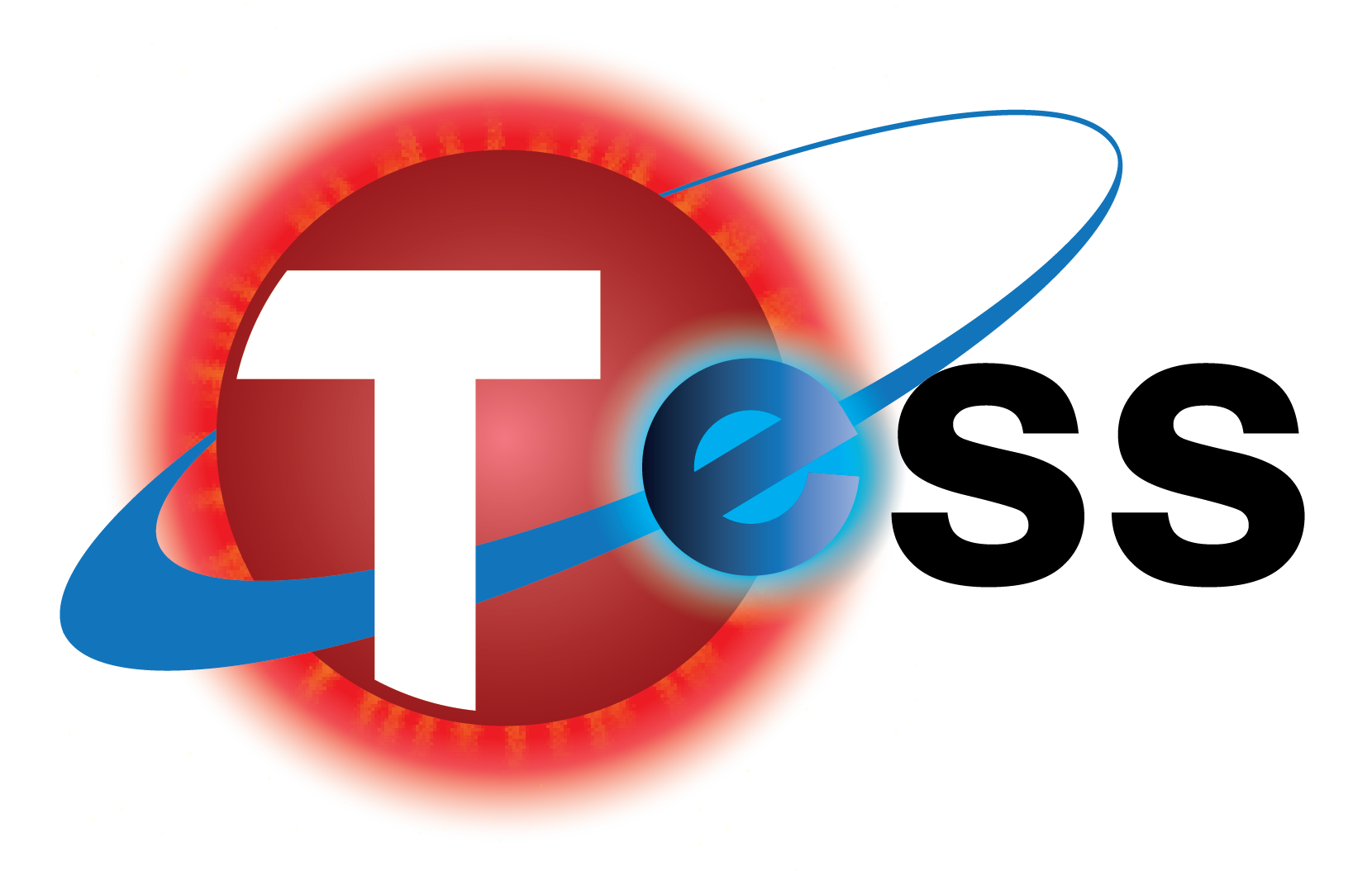

A TESS teljes nevén Transiting Exoplanet Survey Satellite (azaz a csillaga előtt átvonuló exobolygókat felmérő műhold) egy a NASA Small Explorer Programja keretében az Amerikai Egyesült Államokban a MIT által megépített műhold, amelyet 2018 április 19-én bocsátottak fel a világűrbe. Az egész égboltot lefedő felmérés négy, nagy látószögű távcsövére szerelt összesen 16 megapixeles (4000*4000 pixeles) CCD-ivel a tervek szerint mintegy száz, a Föld átmérőjének egy-kétszeresénél nem nagyobb fedési szuperföld felfedezésére lesz képes, melyeket később a sokkal nagyobb teljesítményű James Webb űrtávcsővel terveznek részletesebben vizsgálni.
A tervezők szerint, mivel a csillagok a Naphoz hasonlóak és viszonylag közel vannak, évszázadok múlva valószínűleg ezen csillagok felé indulnak az első csillagközi űrutazások. A teljes égbolt 2 millió legfényesebb (legalább 12 magnitúdós) G és K színképtípusú csillagának, valamint a legközelebbi (30 parszeken belüli), mintegy 10 000 M színképtípusú vörös törpéjének átvizsgálása az előzetes tervek szerint két évig fog tartani.
A terv megvalósításához a Google anyagi és technikai támogatást nyújt, többek között a távcső kameráinak fejlesztésében, melyeket a sötét anyag keresésére épülő föld alatti érzékelőkben is terveznek alkalmazni. A műhold érdekessége hogy a rögzített adatokat helyben feldolgozza, csak azt a részüket sugározza le a földre, amely tudományos szempontból érdekes, a többit, három hónap tárolás után (így lehetőség lesz váratlan események, például gammakitörések esetén az objektum környezetéről régebbi felvétel beszerzésére), megsemmisíti. Összesen mintegy 1000-10 000 exobolygó felfedezésére számítanak.
A TESS 2018. augusztus 7-én látta meg az "első fényt". A küldetést eredetileg két évesre tervezték, és az volt a cél, hogy nagyjából 1250 exobolygó tranzitját figyelje meg a kiválasztott csillag-célpontoknál, valamint további 13 000 nem célzott, de megfigyelt csillagok körül keringő exobolygót. Az elsődleges küldetés 2020. július 4-i végét követően a kutatók folytatták a további bolygójelöltek keresését. 2025. július 1-ig az űrtávcső 7 655 exobolygó-jelöltet talált, amelyek közül 638-at meg is erősítettek.

## Története
A TESS koncepcióját először 2005-ben vitatta meg a Massachusetts Institute of Technology (MIT) és a Smithsonian Astrophysical Observatory (SAO). Az űrtávcső tervét 2006-ban dolgozták ki magánszemélyek, a Google és a Kavli Foundation magántőkéjéből. 2008-ban az MIT pályázatot nyújtott be, hogy a TESS bekerüljön a NASA Goddard Űrközpont Small Explorer Programjába, de nem választották be. Később ismételten pályáztak, és véfül 2013 áprilisában a TESS bejutott a Medium Explorer Programba. A program 2015-ben átment a kritikus tervezési felülvizsgálaton, így megkezdődhetett a máhold gyártása. Míg a Kepler-űrtávcső az indításkor 640 millió amerikai dollárba került, a TESS mindössze 200 millió dollárba (plusz 8 millió dollárba az indítás). Az űrtávcsövet végül 2018. április 18-án bocsátották fel egy SpaceX Falcon 9 rakétával. 2019 júliusában jóváhagyták a program folytatását a 2020 és 2022 közötti időszakra.

## Tudományos célkitűzések
A TESS kétéves égboltfelmérő programja a közeli G, K és M típusú, 12 magnitúdónál fényesebb csillagokra összpontosított. Körülbelül 500 000 csillagot választottak ki tanulmányozásra, köztük az 1000 legközelebbi vörös törpét egy akkora térségből az égbolton, amely 400-szorosa a Kepler küldetés által lefedett területnek. A várakozások szerint a TESS űrtávcsőnek több mint 3000 exobolygót kellett találnia fedési módszerrel, köztük 500 Föld méretű bolygót és szuperföldet.
A küldetés célja legalább 50 Föld méretű (legfeljebb a Föld sugarának négyszeresével bíró) planéta tömegének meghatározása volt. A legtöbb észlelt exobolygó a várakozások szerint 30 és 300 fényév közötti távolságban kell, hogy legyen a Földtől. A vizsgálandó térséget 26 darab, 24° × 96° méretű szektorra osztották fel, amelyek között átfedések voltak.

## A meghosszabbított küldetések
Az első meghosszabbított küldetés 27 hónapja alatt az adatgyűjtésen kis változtatásokat eszközöltek:
- új célpontokat jelöltek ki;
- a kétpercenként lefotózott csillagok számát szektoronként 15 000-ről 20 000-re emelték;
- 20 másodpercenként legfeljebb szektoronként ezer csillag megfigyelését jelölték ki;
- a teljes képmezős fényképezést már 10 percenként végezte el, nem 30 percenként;
- lefedik az ekliptika közeli térségeket is.

A második meghosszabbított küldetés során a teljes képmezős fényképezés gyakoriságát tovább emelték egészen 200 másodpercre, a két percenként fényképezett célpontok számát szektoronként nagyjából 8 ezerre csökkentették, a 20 másodpercenként lefotózott célpontok számát pedig körülbelül 2 ezerre növelték szektoronként.

## Tudományos eredmények

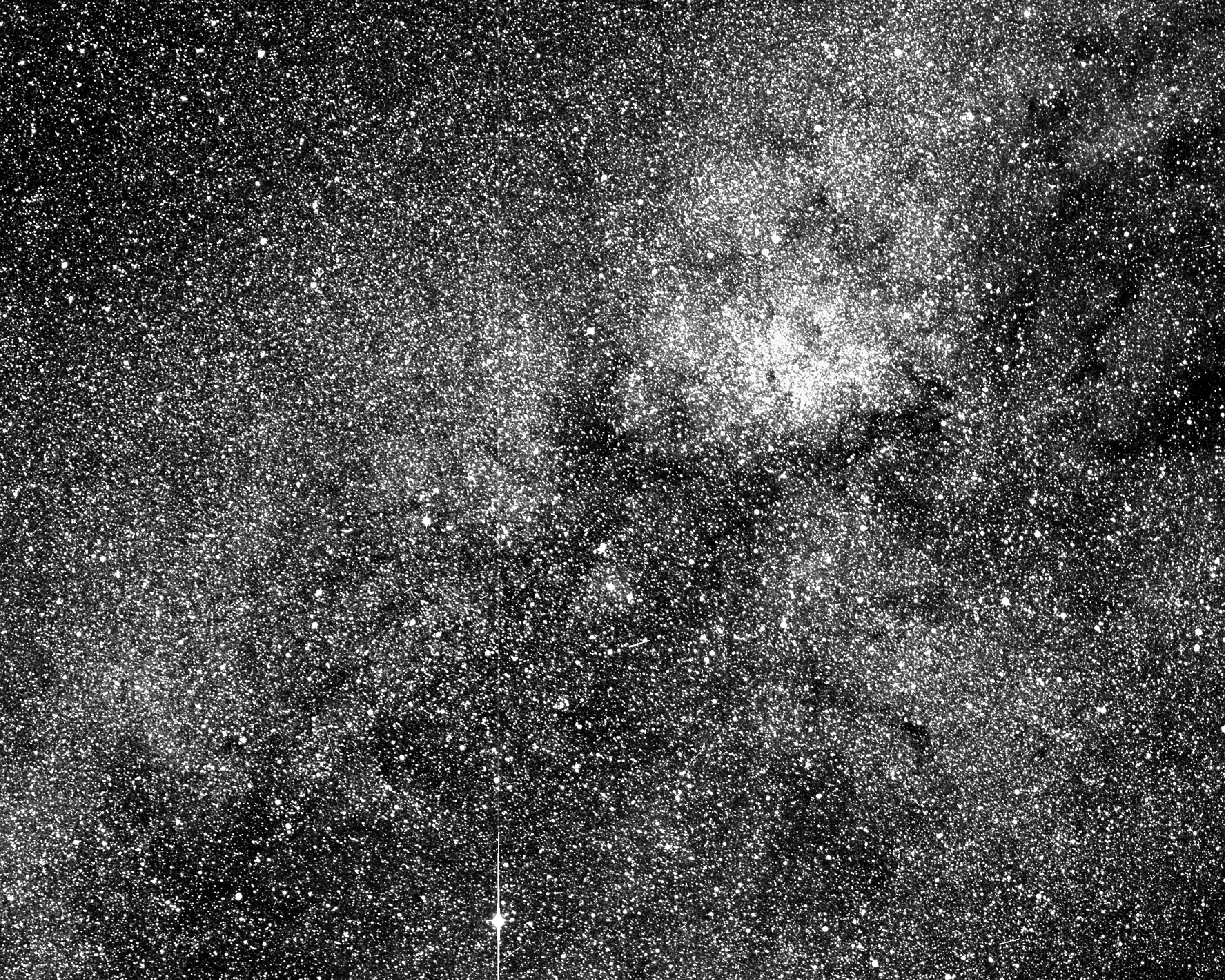
A tudományos tevékenység megkezdése előtt készített tesztfelvétel. A kép középpontjában a Kentaur (Centaurus) csillagkép, a jobb felső sarokban pedig a Szeneszsák-köd látható. A két bal alján látható fényes csillag a Béta Centauri.

2025. július 1-ig a következő tudományos eredmények születtek a TESS-nek köszönhetően: 638 megerősített exobolygót fedeztek fel az űrtávcsővel, míg 7655 bolygójelölt várja a megerősítést a tudományos közösségtől. A TESS küldetés partnerei közé tartozik a Massachusetts Institute of Technology (MIT), a Kavli Institute for Astrophysics and Space Research, a NASA Goddard Űrközpontja, az MIT Lincoln Laboratóriuma, az Orbital ATK repülőgépgyártó, a NASA Ames Kutatóközpontja, a Harvard-Smithsonian Asztrofizikai Központ, valamint a Space Telescope Science Institute.

### C/2018 N1
A TESS első bejelentett eredménye a C/2018 N1 jelű üstökös megfigyelése volt.

### π (pi) Mensae
Az első exobolygó felfedezését 2018. szeptember 18-án jelentették be. A szuperföldet, amely 6 nap alatt kerüli meg csillagát, a π (pi) Mensae csillag körül találta az űrtávcső. A rendszerben már ismertek egy Jupiterhez hasonló bolygót, aemly 5,9 nap alatt kerüli meg a csillagot.

### LHS 3844 b
2018. szeptember 20-án bejelentették egy ultrarövid keringési idejű exobolygó felfedezését, amely kicsit nagyobb a Földnél, és egy vörös törpe, az LHS 3844 körül kering. 11 napos keringési idejével az LHS 3844 b az egyik legrövidebb keringési idejű bolygó amit ismerünk. 932 000 kilométerre kering a csillagtól, és ez a hozzánk egyik legközelebbi exobolygó, hiszen mindössze 14,9 parszekre van a Földtől.

### HD 202772 Ab
A TESS harmadik exobolygója a HD 202772 Ad, egy forró Jupiter, amely a HD 202772 jelű kettőscsillag fényesebb tagja körül kering. A Bak (Capricornus) csillagkép irányában látszó csillag körülbelül 480 fényévre van a Földtől. A felfedezést 2018. október 5-én jelentették be. A planéta 3,3 naponta kerüli meg a csillagot. Egy felpuffadt forró Jupiter, azon forró Jupiterek ritka példája, amelyek kifejlett csillagok körül keringenek. Az egyik legnagyobb sugárzásnak kitett bolygó, amit ismerünk. Az egyensúlyi hőmérséklet a felszínén 2100 K (1830 °C).

### HD 21749
A TESS első Föld méretű exobolygójának felfedezését 2019. április 15-én tették közé. A HD 21749 c valószínűleg kőzetbolygó. Átmérője a Föld átmérőjének 89%-a, és egy K típusú fősorozatbeli csillag körül kering 8 napos keringési idővel. A planéta felszíni hőmérséklete a becslések szerint 427 °C. A rendszer mindkét bolygóját, a HD 21749 b-t és a HD 21749 c-t is a TESS fedezte fel. A HD 21749 c a TESS tizedik megerősített exobolygója.

### A MAST-együttműködés adatbázia
Az exobolygó-jelöltek adatait a MAST-adatbázisban teszik közzé.

### Váltás az északi égboltra
2019. július 18-án a déli égboltfelmérés első éve véget ért, így az északi égboltra irányították az űrtávcső kameráit. Addig a pontig a TESS 21 bolygót fedezett fel, és több mint 850 exobolygó-jelölttel büszkélkedhetett.

### DS Tucanae Ab
2019. július 23-án bejelentették egy fiatal exobolygó, a DS Tucanae Ab (HD 222259 Ab) felfedezését, amelyet a kutatók a körülbelül 45 millió éves Tucana–Horologium mozgási halmaz tagjaként azonosítottak. A TESS 2018 novemberében figyelte meg először a bolygót, amit 2019 márciusában erősítettek meg. A fiatal planéta nagyobb, mint a Neptunusz, de kisebb a Szaturnusznál. A rendszer elég fényes ahhoz, hogy radiális sebességméréssel és transzmissziós spektroszkópiával nyomon kövessék.

### Gliese 357
2019. július 31-én bejelentették, hogy exobolygókat találtak egy M típusú csillag, a Gliese 357 körül, mindössze 31 fényévre a Földtől. A TESS közvetlenül megfigyelte a GJ 357 b jelű planéta elhaladását a csillag előtt. Ez egy forró Föld, amelynek egyensúlyi hőmérséklete 250 °C körüli. A földfelszíni teleszkópokkal végzett utánkövetéses vizsgálatok és az archív adatok elemzése vezetett még két exobolygó, a GJ 357 c és az GJ 357 d felfedezéséhez a rendszerben. 

### Az exobolygók száma 2019-ben
2019 szeptemberéig több mint 1000 TESS által felfedezett (TESS Objects of Interest, TOI) exobolygót tartalmazott a nyilvános adatbázis, amelyből legalább 29-et megerősítettek. Nagyjából 20 volt köztük olyan, ami a küldetés valódi célpontja volt, tehát Föld méretű (<4 földsugarú).

### ASASSN-19bt
2019. szeptember 26-án bejelentették, hogy a TESS megfigyelte az első árapály-katasztrófa eseményt (TDE), amely az ASASSN-19bt jelzést kapta. Az adatok alapján a célpont 2019. január 21-én kezdett felfényesedni, nagyjából 8,3 nappal azelőtt, hogy az ASAS-SN robottávcső-hálózat felfedezte volna.

### TOI-700
2020. január 6-án jelentette be a NASA a TOI-700 d jelű exobolygó felfedezését. Ez az első földméretű bolygó, amit a TESS űrtávcső egy csillag lakhatósági zónájában talált. Az Aranyhal (Dorado) csillagképben látszó planéta csillaga, a TOI-700 csupán 100 fényévre van tőlünk. A rendszerben két másik bolygó is található: a TOI-700 b jelű földméretű planéta, valamint a TOI-700 c jelű szuperföld. A rendszer annyiban egyedülálló, hogy a nagyobb bolygót a két kisebb bolygó pályája között találták. Egyelőre nem tudják a csillagászok, hogy ez az elrendeződés miként jött létre: vagy így alakult ki eredetileg a sorrend, vagy az is lehet, hogy a nagyobb bolygó migrált át a jelenlegi pályájára.

### TOI-1338
A TOI-1338 b az első cirkumbináris, vagyis kettőscsillag körül keringő bolygó, amit a TESS felfedezett. Körülbelül 6,9-szer nagyobb a Földnél, vagyis mérete a Neptunuszé és a Szaturnuszé közé esik. A Festő (Pictor) csillagképben látszó exobolygó rendszere 1300 fényévre van tőlünk. 

### HD 108236
Egy kutatócsoport 2021. január 25-én felfedezett és validált négy exobolygót a Naphoz hasonló HD 108236 jelű csillag körül. A négy planéta közül az egyik szuperföld, a többi három szub-Neptunusz.

### TIC 168789840
2021. január 27-én több hírügynökség is arról számolt be, hogy a TESS segítségével egy kutatócsoport megállapította, hogy a TIC 168789840 jelű, hat csillagból álló rendszer három kettőscsillaga olyan elrendezésben található, hogy a csillagászok az összes csillag fogyatkozását meg tudják figyelni. Ez az első ilyen jellegű hatcsillagos rendszer.

### Az exobolygók száma 2021-ben
2021 márciusában a NASA közzétette, hogy a TESS már 2200 exobolygó-jelöltet talált. 2021 végére ez a szám 5000 fölé emelkedett.

### TOI-1231 b
2021. május 17-én egy nemzetközi kutatócsoport egy földfelszíni teleszkóppal megerősítette, hogy az űrtávcső első Neptunusz méretű exobolygója, a TOI-1231 b a lakhatósági zónában kering a csillaga körül. A bolygó egy közeli vörös törpe kísérője, ami 90 fényévre van tőlünk a  Vitorla (Vela) csillagkép irányában.

## Külső hivatkozások

### Magyarul
- Google exobolygók. Knights of Cydonia Region, 2008. március 25. (Hozzáférés: 2008. október 31.)
- Kovács, József: Exobolygókat kereső űrtávcsövet támogat a Google. Hírek.csillagászat.hu, 2008. március 31. [2009. január 25-i dátummal az eredetiből archiválva]. (Hozzáférés: 2008. október 31.)
- Új bolygókereső távcső az űrben, Természet Világa

### Angolul
- TESS: All Sky Survey for Transiting Planets (angol nyelven). Centauri Dreams, 2008. március 26. (Hozzáférés: 2008. október 31.)
- Chandler, David: MIT aims to search for Earth-like planets with Google's help (angol nyelven). MIT News, 2008. március 19. [2012. május 16-i dátummal az eredetiből archiválva]. (Hozzáférés: 2008. október 31.)
- Chandler, David: NASA selects MIT-led team to develop planet-searching satellite (angol nyelven). MIT News, 2008. június 3. (Hozzáférés: 2008. október 31.)
- A TESS és a Kepler összehasonlítása Archiválva 2008. május 11-i dátummal a Wayback Machine-ben
- Transiting Exoplanet Survey Satellite[halott link]